# Aeroporto Internacional de Pointe-à-Pitre
O Aeroporto Internacional de Pointe-à-Pitre (em francês: Aérodrome de Pointe-à-Pitre Le Raizet) (IATA: PTP, ICAO: TFFR) é um aeroporto internacional que serve a cidade de Pointe-à-Pitre, em Guadalupe, departamento ultramarino da França no Caribe.